# Bette Davis Eyes
Singles de Kim Carnes
Cry Like a Baby (en)
(1980) Draw of the Cards (en)
(1981)
Bette Davis Eyes est une chanson écrite par Donna Weiss (en) et Jackie DeShannon et rendue populaire par l'interprétation de Kim Carnes en 1981. La chanson reste 9 semaines numéro 1 du Billboard Hot 100 et se classe numéro 1 dans plusieurs autres tops nationaux. Le titre de la chanson fait référence à l'actrice américaine Bette Davis.

## Historique
La chanson a été écrite par Donna Weiss (en) et Jackie DeShannon puis enregistrée sur l'album de cette dernière, New Arrangements, sorti en 1975. Bien que DeShannon ait initialement produit une démo où la chanson est jouée dans un style rock, c'est finalement une version aux sonorités plus jazz qui est enregistrée sur l'album, à son grand regret. Ce n'est que six ans plus tard, en 1981, que la chanson rencontre le succès lorsqu'elle est reprise par Kim Carnes dans un style radicalement différent. Donna Weiss lui avait présenté plusieurs chansons, dont la démo originale de Bette Davis Eyes et Kim Carnes fut séduite, même si la chanson nécessitait quelques arrangements pour lui donner des sonorités qui correspondraient davantage à ce qui se faisait au début des années 1980. Pour cela, son claviériste, Bill Cuomo, compose au synthétiseur les riffs caractéristiques de cette nouvelle version.
Au début des années 1980, Bette Davis écrit à Jackie DeShannon et à Kim Carnes pour les remercier, car « le succès de la chanson l'avait rajeunie aux yeux de son petit-fils ».

## Dans la culture
Sauf indication contraire, les informations mentionnées dans cette section peuvent être confirmées par le générique de fin de l'œuvre audiovisuelle présentée ici, ainsi que par la base de données cinématographiques IMDb,  présente dans la section « Liens externes ».
Bette Davis Eyes peut être entendue dans plusieurs films ou séries télévisées.
- 2000 : Duos d'un jour de Bruce Paltrow ; la chanson y est interprétée par la fille du réalisateur Gwyneth Paltrow.
- 2003 : Cold Case: Affaires classées, dans  Comme une comète (Love Conquers All), le 6e épisode de la 1re saison.
- 2009 : Mourir d'aimer, téléfilm réalisé par Josée Dayan - musique additionnelle.
- 2009 : Cyprien de David Charhon, avec Élie Semoun
- 2012 : Laurence Anyways de Xavier Dolan - bande originale
- 2013 : Austenland de Jerusha Hess, avec Keri Russell[8]
- 2015 : American Horror Story : Hotel de Ryan Murphy - Épisode 5
- 2015 : Scream Girl de Todd Strauss-Schulson, avec Taissa Farmiga, Nina Dobrev.
- 2021 : Les Amours d'Anaïs  de Charline Bourgeois-Tacquet
- 2024 : MaXXXine, film de Ti West

## Classements
| Classement (1981)                      | Meilleure position |
| -------------------------------------- | ------------------ |
| Afrique du Sud (Springbok Radio (en))  | 1                  |
| Allemagne (Media Control AG)           | 1                  |
| Australie (Kent Music Report)          | 1                  |
| Autriche (Ö3 Austria Top 40)           | 2                  |
| Belgique (Flandre Ultratop 50 Singles) | 5                  |
| Belgique (VRT Top 30 (en) Flanders)    | 6                  |
| Canada (CHUM (en))                     | 1                  |
| Canada (Adult Contemporary Tracks)     | 1                  |
| Canada (Top Singles)                   | 2                  |
| Danemark (Tracklisten)                 | 14                 |
| États-Unis (Billboard Hot 100)         | 1                  |
| France (IFOP)                          | 1                  |
| Irlande (IRMA)                         | 5                  |
| Italie (FIMI)                          | 1                  |
| Norvège (VG-lista)                     | 1                  |
| Nouvelle-Zélande (RMNZ)                | 2                  |
| Pays-Bas (Single Top 100)              | 17                 |
| Royaume-Uni (UK Singles Chart)         | 10                 |
| Suède (Sverigetopplistan)              | 4                  |
| Suisse (Schweizer Hitparade)           | 1                  |

| Chart (1981)                          | Position |
| ------------------------------------- | -------- |
| Autriche (Ö3 Austria Top 40)          | 16       |
| Australie (Kent Music Report)         | 6        |
| Belgique (Ultratop 50 Flanders)       | 37       |
| Canada (RPM Top 100 Singles)          | 2        |
| États-Unis (Billboard Hot 100)        | 1        |
| États-Unis (Cash Box)                 | 2        |
| France (IFOP)                         | 4        |
| Italie (FIMI)                         | 5        |
| Afrique du Sud (Springbok Radio (en)) | 2        |
| Suisse (Schweizer Hitparade)          | 2        |

| Classement (2012)              | Meilleure position |
| ------------------------------ | ------------------ |
| États-Unis (Billboard Hot 100) | 14                 |

## Certifications
| Pays                  | Certification |
| --------------------- | ------------- |
| Canada (Music Canada) | Platine       |
| États-Unis (RIAA)     | Or            |
| France (SNEP)         | Platine       |
| Italie (FIMI)         | Or            |

## Reprises
Après le succès obtenu par la version de Kim Carnes, la chanson fait l'objet de plusieurs reprises par différents artistes.
- 1981 :
  - Caravelli dans une version instrumentale (sur son album Confidence pour confidence) ;
  - Jean-Claude Petit dans une version orchestrale (sur son album Stars) ;
  - Franck Pourcel dans une version instrumentale (sur son album Digital Around the World) ;
- 1982 : Sylvie Vartan en concert à Las Vegas (enregistrement paru sur son album Live in Las Vegas) ;
- 2009 : Jazzystics avec la chanteuse argentine Karen Souza (sur la compilation Jazz and '80s - part 3) ;
- 2011 : Taylor Swift sur son album Speak Now World Tour – Live ;
- 2013 : Milk Inc. sur leur album de reprises Undercover ;
- 2014 : Kylie Minogue l'interprète en acoustique pour l'émission de la BBC Sounds of the 80s (sortie sur la compilation Sounds of the 80s - Unique Covers of Classics Hits) ;
- 2016 : Rogue Wave sur leur album Cover Me.